# Ausbleiben
Ausbleiben des Angeklagten bedeutet im deutschen Strafprozessrecht das Nichterscheinen des Angeklagten zur Hauptverhandlung (Prozessabwesenheit).

## Anwesenheitsrecht des Angeklagten
Ein Beschuldigter ist verpflichtet, auf Ladung vor der Staatsanwaltschaft zu erscheinen (§ 163a StPO), nicht jedoch zur polizeilichen Vernehmung. Der Angeklagte muss in der Hauptverhandlung anwesend sein (§ 231 StPO). Das Gericht ist stets befugt, das persönliche Erscheinen des Angeklagten anzuordnen (§ 236 StPO), da es zur Wahrheitsermittlung verpflichtet ist. Über die Pflicht zum Erscheinen hinaus besteht jedoch keine Pflicht, zur Sache auszusagen.
Gegen einen ausgebliebenen Angeklagten findet eine Hauptverhandlung grundsätzlich nicht statt (§ 230 Abs. 1 StPO), da der Angeklagte ein Recht auf Anwesenheit in der Hauptverhandlung hat und sein Anspruch auf rechtliches Gehör (Art. 103 Abs. 1 GG) nicht nur als subjektives Grundrecht, sondern auch als objektive Verfahrensnorm verbürgt ist.
„Ausgeblieben“ ist der Angeklagte in der Hauptverhandlung, wenn er bei Aufruf der Sache körperlich nicht anwesend ist, außerdem wenn er zwar anwesend, aber nicht verhandlungsfähig ist oder er seine Anwesenheit als Angeklagter nicht zu erkennen gibt.
Fehlt eine ausreichende Entschuldigung, so muss der Angeklagte vorgeführt werden oder ein Haftbefehl zu sog. Verhandlungshaft erlassen werden, § 230 Abs. 2 StPO. Ausreichend entschuldigt ist das Ausbleiben, wenn dem Angeklagten bei Abwägung aller Umstände des Einzelfalls daraus billigerweise kein Vorwurf gemacht werden kann. Das kann beispielsweise bei einer körperlichen oder psychischen Erkrankung, bei einer Autopanne auf dem Weg zum Termin oder bei falschen Auskünften des Verteidigers der Fall sein. Gegen ein in Abwesenheit ergangenes Urteil ist bei ausreichender Entschuldigung ein Antrag auf Wiedereinsetzung in den vorigen Stand möglich (§ 235 StPO).

## Verfahren bei Ausbleiben des Angeklagten
Bei Verfahren vor dem Amtsgericht, bei dem auch ein Strafbefehl in Betracht kommt, kann auf Antrag der Staatsanwaltschaft statt der Zwangsmittel bei Ausbleiben des Angeklagten auch ein Strafbefehl gemäß § 408a StPO erlassen werden (Kontumazentscheidung). Gegen Vorführung und Haftbefehl ist die Beschwerde als Rechtsmittel statthaft, gegen den Strafbefehl kann Einspruch eingelegt werden.
Ausnahmsweise kann gegen einen Angeklagten auch in Abwesenheit verhandelt werden, z. B. bei unentschuldigtem oder eigenmächtigem Entfernen aus der Hauptverhandlung (§ 231 Abs. 2 StPO) oder bei selbstverschuldeter Verhandlungsunfähigkeit (§ 231a StPO). Gem. § 232 Abs. 1 StPO darf jedoch keine Freiheitsstrafe oder Maßregel der Besserung und Sicherung zu erwarten sein (Fälle sog. Kleinkriminalität).
Handelt es sich bei der Hauptverhandlung um ein Verfahren wegen des Einspruchs gegen einen Strafbefehl, so kann der Einspruch wegen des Ausbleibens des Angeklagten nach § 412 StPO verworfen werden. Da der Strafbefehl dann in Rechtskraft erwächst, ist als solches nur die Berufung und unter Umständen Wiedereinsetzung in den vorigen Stand möglich.
Hat der Angeklagte Berufung gegen das Urteil des Amtsgerichts eingelegt und erscheint zur Berufungsverhandlung vor dem Landgericht nicht, so wird die Berufung gemäß § 329 StPO verworfen. Dagegen ist die Wiedereinsetzung in den vorigen Stand möglich. Zugleich kann aber auch die Vorführung oder der Haftbefehl wie im erstinstanzlichen Verfahren angeordnet werden.

## Verfahren gegen Abwesende
Ist der Aufenthalt eines Beschuldigten unbekannt oder hält er sich im Ausland auf und ist seine Gestellung vor das zuständige Gericht nicht ausführbar oder erscheint sie nicht angemessen, ist ein Verfahren gegen Abwesende möglich (§§ 276 StPO ff.). Es findet jedoch keine Hauptverhandlung statt. Das Verfahren dient allein der Beweissicherung für den Fall seiner künftigen Gestellung (§ 285 StPO). Möglich sind z. B. Zeugenvernehmungen durch einen beauftragten oder ersuchten Richter (§ 289 StPO).
Steht der Eröffnung oder Durchführung des Hauptverfahrens für längere Zeit die Abwesenheit des Beschuldigten bzw. Angeschuldigten entgegen, können Staatsanwaltschaft bzw. Gericht das Verfahren vorläufig einstellen und die Beweise so weit wie nötig sichern (§ 154f, § 205 StPO).

## Österreich
Die Ladung des Angeklagten hat die Androhung zu enthalten, dass im Falle seines Nichterscheinens je nach den Umständen entweder die Hauptverhandlung und Urteilsfällung in seiner Abwesenheit vorgenommen oder seine Vorführung angeordnet oder, falls dies nicht zeitgerecht möglich ist, die Hauptverhandlung auf seine Kosten vertagt und er zur Verhandlung vorgeführt wird (§ 221 StPO). Das Gericht hat nach der zwingenden Vorschrift des § 221 Abs. 1 StPO erst bei tatsächlichem Ausbleiben des Angeklagten „je nach den Umständen“ darüber zu befinden, welche (vorher anzudrohenden) Ausbleibensfolgen in Vollzug gesetzt werden.
§ 32 Abs. 1 JGG bestimmt, dass ein Abwesenheitsverfahren bei Personen, die zum Zeitpunkt der Verfahrenshandlung noch als Jugendliche gelten, nicht zulässig ist. Ist der Angeklagte zur Hauptverhandlung nicht erschienen, so ist diese zu vertagen und gegebenenfalls die Vorführung des Angeklagten anzuordnen. Ist der Angeklagte jedoch flüchtig oder unbekannten Aufenthalts, so ist gemäß § 197 Abs. 1 StPO das Verfahren abzubrechen und nach Wegfall des Hinderungsgrundes fortzusetzen.

## Schweiz
Die beschuldigte Person hat an der Hauptverhandlung grundsätzlich persönlich teilzunehmen (Art. 336 StPO). Die Verfahrensleitung kann die beschuldigte Person auf ihr Gesuch hin vom persönlichen Erscheinen dispensieren, wenn diese wichtige Gründe geltend macht und wenn ihre Anwesenheit nicht erforderlich ist. Bleibt die beschuldigte Person unentschuldigt aus, so sind die Vorschriften über das Abwesenheitsverfahren anwendbar.
Bleibt eine ordnungsgemäß vorgeladene beschuldigte Person der erstinstanzlichen Hauptverhandlung fern, so setzt das Gericht eine neue Verhandlung an und lädt die Person dazu wiederum vor oder lässt sie vorführen. Es erhebt die Beweise, die keinen Aufschub ertragen. Erscheint die beschuldigte Person zur neu angesetzten Hauptverhandlung nicht oder kann sie nicht vorgeführt werden, so kann die Hauptverhandlung in ihrer Abwesenheit durchgeführt werden (Art. 366 StPO). Das Gericht kann das Verfahren auch unterbrechen, wenn die beschuldigte Person nur vorübergehend (bspw. ferienhalber) abwesend oder verhandlungsunfähig ist und damit gerechnet werden kann, dass das Verfahren innert angemessener Frist unter Gewährung des verfassungsrechtlich garantierten Teilnahmerechts im ordentlichen Verfahren zu Ende geführt werden kann.
Nach Zustellung des Abwesenheitsurteils kann die verurteilte Person eine neue Beurteilung verlangen (Art. 368 StPO). Das Abwesenheitsurteil bleibt bei bewilligtem Neubeurteilungsverfahren jedoch bestehen, wenn die verurteilte Person der Hauptverhandlung erneut unentschuldigt fernbleibt (Art. 369 Abs. 4 StPO).